# Arondismentul Versailles
Arondismentul Versailles (în franceză Arrondissement de Versailles) este un arondisment din departamentul Yvelines, regiunea Île-de-France, Franța.

## Subdiviziuni

### Cantoane
- Cantonul Le Chesnay
- Cantonul Montigny-le-Bretonneux
- Cantonul Plaisir
- Cantonul Saint-Cyr-l'École
- Cantonul Trappes
- Cantonul Vélizy-Villacoublay
- Cantonul Versailles-Nord
- Cantonul Versailles-Nord-Ouest
- Cantonul Versailles-Sud
- Cantonul Viroflay

### Comune
| 1. Bois-d'Arcy (78073)          | 2. Buc (78117)                     | 3. Le Chesnay (78158)           | 4. Châteaufort (78143)   |
| 5. Les Clayes-sous-Bois (78165) | 6. Fontenay-le-Fleury (78242)      | 7. Guyancourt (78297)           | 8. Jouy-en-Josas (78322) |
| 9. Les Loges-en-Josas (78343)   | 10. Montigny-le-Bretonneux (78423) | 11. Plaisir (78490)             | 12. Rocquencourt (78524) |
| 13. Saint-Cyr-l'École (78545)   | 14. Thiverval-Grignon (78615)      | 15. Toussus-le-Noble (78620)    | 16. Trappes (78621)      |
| 17. Versalles (78646)           | 18. Viroflay (78686)               | 19. Vélizy-Villacoublay (78640) |                          |